# Jerry et le Matou timide
Pour plus de détails, voir Fiche technique et Distribution.
Jerry et le Matou timide (Timid Tabby) est un court métrage d'animation américain de la série Tom et Jerry, réalisé et produit par William Hanna et Joseph Barbera, sorti le 19 avril 1957. 
Produit juste avant que le studio d'animation de la MGM ne disparaisse une première fois, ce fut le dernier Tom et Jerry à créditer Irvin Spence comme animateur.

## Fiche technique
- Titre original : Timid Tabby
- Titre français : Jerry et le Matou timide
- Réalisation : William Hanna, Joseph Barbera
- Scénario :
- Décors : Roberta Gruetert
- Layout : Richard Bickenbach
- Animation :Lewis Marshall, Kenneth Muse, Irven Spence, Ken Southworth et Bill Schipek
- Musique : Scott Bradley
- Production : William Hanna, Joseph Barbera
- Société de production : Metro-Goldwyn-Mayer
- Pays de production :  États-Unis
- Langue : anglais
- Format : couleur - 35 mm - son mono
- Durée : 6 min.
- Dates de sortie : 19 avril 1957 (États-Unis)